# تپه قورودرسی سفلی
تپه قورودرسی سفلی مربوط به عصر آهن - سده‌های میانه دوران‌های تاریخی پس از اسلام است و در شهرستان بیله‌سوار، بخش مرکزی، دهستان گوگ تپه، روستای پولادلی قویی واقع شده و این اثر در تاریخ ۱۲ شهریور ۱۳۸۶ با شمارهٔ ثبت ۱۹۳۹۱ به‌عنوان یکی از آثار ملی ایران به ثبت رسیده است.